# Meißenheim
Meißenheim – miejscowość i gmina w Niemczech, w kraju związkowym Badenia-Wirtembergia, w rejencji Fryburg, w regionie Südlicher Oberrhein, w powiecie Ortenau, wchodzi w skład wspólnoty administracyjnej Schwanau. Leży ok. 13 km na południowy zachód od centrum Offenburga. 31 grudnia 2010 roku gminę zamieszkiwało 3 731 mieszkańców.